# 匙叶五加
匙叶五加（学名：Eleutherococcus rehderianus）是五加科五加属的植物。分布在中国大陆的湖北、四川等地，生长于海拔2,000米至2,600米的地区，见于灌木丛林以及山坡路边，目前尚未由人工引种栽培。